# توفيق بلاغة
توفيق بلاغة، لاعب كرة قدم مغربي سابق. زاول اللاعب توفيق بلاغة بفريق الالمبيك البيضاوي قبل أن يندمج هذا النادي مع فريق الرجاء البيضاوي وكان الالمبيك البيضاوي أو جمعية الحليب في جيل اللاعب توفيق بلاغة من أبرز الاندية العربية حيت فاز بالبطولة العربية سنة 1994 بدون أن يتجرأ أي نادي ويسجل عليه أي هدف.
و قد احترف بعد ذلك مع نادي العربي الكويتي، وقد سجل هدف في نهائي كأس الأمير 1995/1996.